# Associazione Fascista Calcio San Donà di Piave 1940-1941
Questa voce raccoglie le informazioni riguardanti l'Associazione Fascista Calcio San Donà di Piave nelle competizioni ufficiali della stagione 1940-1941.

## Rosa
| N. |                   | Ruolo | Calciatore         |
| -- | ----------------- | ----- | ------------------ |
|    | Italia (bandiera) | A     | Sergio Avon        |
|    | Italia (bandiera) | C     | Egidio Benvenuti   |
|    | Italia (bandiera) | A     | Paolo Bison        |
|    | Italia (bandiera) | C     | Carlo Boscarol     |
|    | Italia (bandiera) | A     | Dalle Vedove       |
|    | Italia (bandiera) | A     | Ruggero Fabbro     |
|    | Italia (bandiera) | D     | Amelio Fantin      |
|    | Italia (bandiera) | C     | Franco Ferrari     |
|    | Italia (bandiera) | P     | Giacomo Fincato    |
|    | Italia (bandiera) | C     | Finotto            |
|    | Italia (bandiera) | D     | Alberto Follador   |
|    | Italia (bandiera) | C     | Antonio Franco     |
|    | Italia (bandiera) | C     | Girardini          |
|    | Italia (bandiera) | A     | Vittorio Gavagnin  |
|    | Italia (bandiera) | A     | Luigi Gonella      |
|    | Italia (bandiera) | D     | Antonio Martinolli |
|    | Italia (bandiera) | C     | E. Montanari       |

| N. |                   | Ruolo | Calciatore          |
| -- | ----------------- | ----- | ------------------- |
|    | Italia (bandiera) | A     | Cesare Nardini      |
|    | Italia (bandiera) | D     | Enrico Perissinotto |
|    | Italia (bandiera) | A     | Gastone Prendato    |
|    | Italia (bandiera) | D     | Raggiotto           |
|    | Italia (bandiera) | C     | Rigoli              |
|    | Italia (bandiera) | D     | Santinello          |
|    | Italia (bandiera) | C     | Schivardi           |
|    | Italia (bandiera) | D     | Arturo Silvestri    |
|    | Italia (bandiera) | P     | Giordano Striuli    |
|    | Italia (bandiera) | A     | E. Tabacchi         |
|    | Italia (bandiera) | A     | Alfredo Tomasso     |
|    | Italia (bandiera) | C     | A. Vianello         |
|    | Italia (bandiera) | P     | Aldo Vio            |
|    | Italia (bandiera) | C     | B. Zambon           |
|    | Italia (bandiera) | C     | Verino Zanutto      |
|    | Italia (bandiera) | D     | Mario Zotti         |